# Roskovec (stad)
Roskovec  is een stad (bashki) in de Albanese prefectuur Fier. De stad telt 22.000 inwoners (2011).

## Bestuurlijke indeling
Administratieve componenten (njësitë administrative përbërëse) na de gemeentelijke herinrichting van 2015 (inwoners tijdens de census 2011 tussen haakjes):
Kuman (5611) • Kurjan (3618) • Roskovec (4975) • Strum (7538).
De stad wordt verder ingedeeld in 15 plaatsen: Arapaj, Jagodinë, Kuman, Kurjan, Luar, Marinëz, Mbërs, Ngjeqan, Roskovec, Strum, Suk 1, Suk 2, Velmish, Vidhishtë, Vlosh.

## Bevolking
In de volkstelling van 2011 telde Roskovec 21.742 inwoners, een daling ten opzichte van 26.690 inwoners op 1 april 2001. Dit komt overeen met een gemiddelde bevolkingsgroei van −1,9% per jaar.

### Religie
De grootste religie in Roskovec is de (soennitische) islam. Deze religie werd in 2011 beleden door 12.689 personen, oftewel 58,36% van de bevolking. De grootste minderheid vormden de 1.194 orthodoxe christenen, hetgeen gelijk staat aan 5,49% van de bevolking.
| Plaats   | Bevolking (2011) | Islam (%)       | Katholiek (%) | Orthodox (%)  | Bektashisme (%) |
| -------- | ---------------- | --------------- | ------------- | ------------- | --------------- |
| Kuman    | 5.611            | 1.980 (35,29%)  | 24 (0,43%)    | 707 (12,60%)  | 5 (0,09%)       |
| Kurjan   | 3.618            | 2.721 (75,21%)  | 4 (0,11%)     | 4 (0,11%)     | 19 (0,53%)      |
| Roskovec | 4.975            | 2.461 (49,47%)  | 140 (2,81%)   | 288 (5,79%)   | 1 (0,02%)       |
| Strum    | 7.538            | 5.527 (73,32%)  | 27 (0,36%)    | 195 (2,59%)   | - (-)           |
| Roskovec | 21.742           | 12.689 (58,36%) | 195 (0,90%)   | 1.194 (5,49%) | 25 (0,11%)      |

Belsh · Berat · Bulqizë · Cërrik · Delvinë · Devoll · Dibër · Dimal · Divjakë · Dropull · Durrës · Elbasan · Fier · Finiq · Fushë-Arrëz · Gjirokastër · Gramsh · Has · Himarë · Kamëz · Kavajë · Këlcyrë · Klos · Kolonjë · Konispol · Korçë · Krujë · Kuçovë  · Kukës · Kurbin · Lezhë · Libohovë · Librazhd · Lushnjë · Malësi e Madhe · Maliq · Mallakastër · Mat · Memaliaj · Mirditë · Patos · Peqin  · Përmet · Pogradec · Poliçan · Prrenjas · Pukë · Pustec · Roskovec · Rrogozhinë · Sarandë · Selenicë · Shijak · Shkodër · Skrapar · Tepelenë · Tirana · Tropojë · Vau i Dejës · Vlorë · Vorë

Deelgemeenten · Gemeenten · Prefecturen